# Tscherkessen in der Türkei
Die Tscherkessen in der Türkei (kabardinisch und adygeisch Адыгэхэр Тырку/Adyghexer Tyrku, türkisch Türkiye Çerkezleri) stellen mit etwa 2 Millionen Personen (2,8 Prozent der türkischen Gesamtbevölkerung) eine der größten ethnischen Minderheiten in der Türkei dar. Zu den Tscherkessen werden in der Türkei auch die eng verwandten Ethnien Abasinen (10.000), Tschetschenen (100.000) und Abchasen (39.000) gezählt. Die heutigen Tscherkessen in der Türkei sind Nachkommen einer kaukasischen Bevölkerung, die vertrieben wurde, geflohen ist oder einwanderte. Die große Mehrheit von ihnen wurde assimiliert und nur knapp die Hälfte beherrscht noch eine der tscherkessischen Sprachen, überwiegend Kabardinisch (550.000 Sprecher) und an zweiter Stelle Adygeisch (275.000 Sprecher). Die Tscherkessen in der Türkei sind nahezu ausschließlich sunnitische Muslime hanafitischer Richtung.

## Emische und etische Definitionen und ethnische Identität

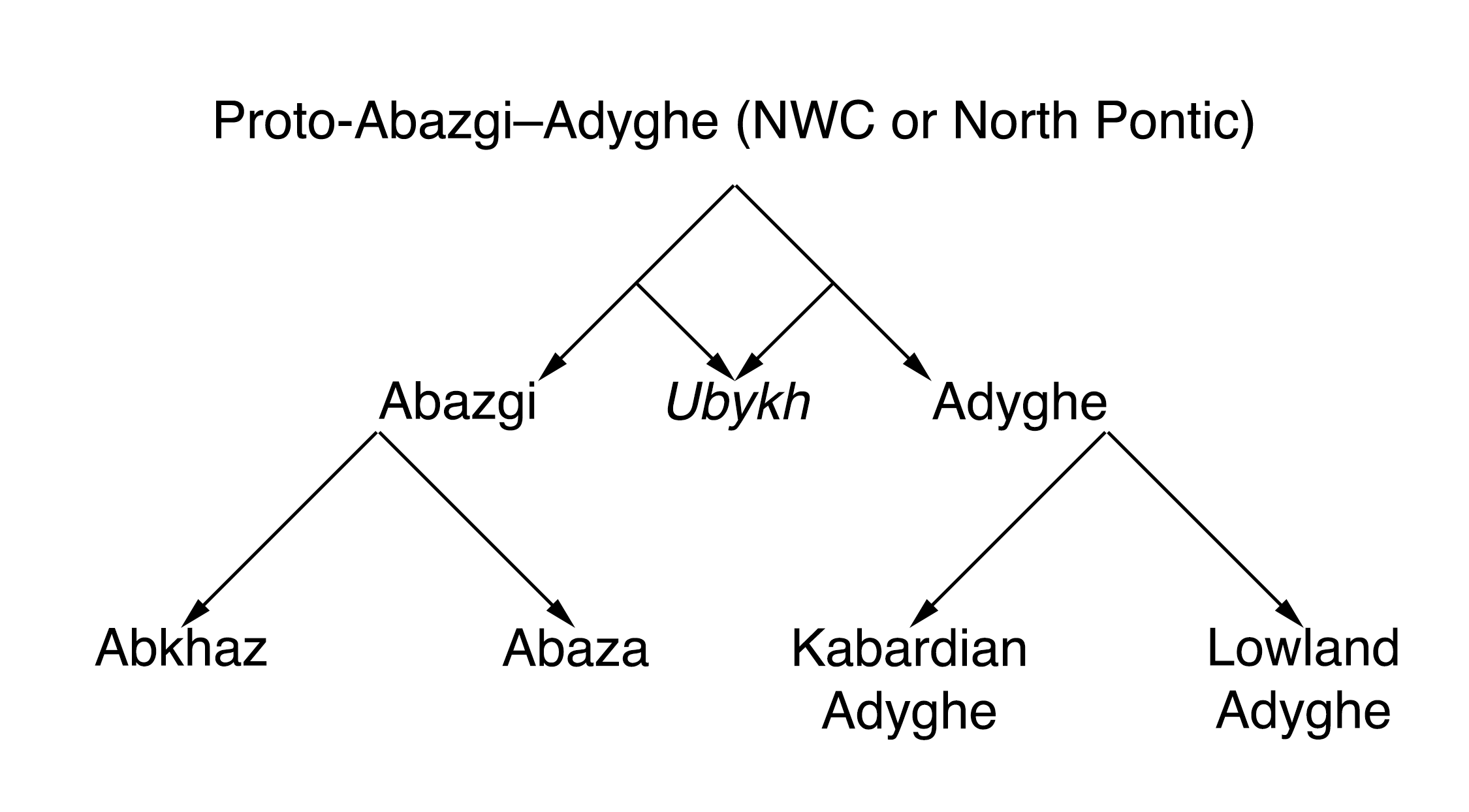
Mögliche oder umstrittene Genealogie zwischen den „tscherkessischen“ Sprachen oder Dialekten Adygeisch (Adyghe)/Kabardinisch einerseits und Abchasisch (Abkhaz)/Abasinisch (Abaza) sowie Ubychisch (Ubykh) andererseits

Die Tscherkessen und verwandte Gruppen in der Türkei bildeten ihre Gruppenidentität nach Abstammungsgruppe und Sprachzugehörigkeit. Auf Ebene des „Stammes“ wurde zudem bevorzugt Endogamie praktiziert. Eine weitere bindende Kraft kann der gemeinsamen Erinnerung an das Exil zugeschrieben werden. Ihre gemeinsame Geschichte der Vertreibung aus derselben Kaukasusregion scheint bei der Bildung kultureller Organisationen mehr Einfluss gehabt zu haben als die Sprache, besonders indem sich die Gemeinschaften als solche bedroht wahrgenommen und zu einer breiter definierten Gruppe zusammengeschlossen haben. Die Sprache als Kriterium der ethnischen Zugehörigkeit wurde im türkischen Exil besonders im urbanen Bereich durch den Einfluss von Massenmedien und türkischem Bildungswesen zunehmend ausgehebelt. Teilweise kam es zu einer internen Assimilation einer der Gruppen durch eine andere, insbesondere der Ubychen, die mehrheitlich die Sprache der tscherkessischen Majorität übernahmen und deren eigene Sprache inzwischen ausgestorben ist.
Als klar definierte Gruppen können die (teils nur noch ursprünglichen) Sprecher der adygeischen Sprache (Adıġèbze), der abchasischen Sprache (Abhāz) und der ubychischen Sprache (Ubıḫ) voneinander unterschieden werden. Diese Gruppen können auch als zwei Gruppen aufgefasst werden, namentlich erstens die „Tscherkessen“ (türkisch: Çerkes oder Çerkez, Plural: Çerkes oder Çerkezler) und zweitens die „Abchasen“, „Abasen“ und „Ubychen“ (türkisch: Abaza und Ubıh). Diesen (von außen verwendeten, also etischen) Fremdbezeichnungen entsprechen als (emische) Eigenbezeichnungen in der ersten Gruppe die Bezeichnung Adıġe und in der zweiten Gruppe die Bezeichnungen Aapswa oder Apsua (deutsch: Abchasen) und Ubıḫ. Allerdings werden diese beiden Gruppen oft miteinander vermischt und leben auch in einem vermischten Verbreitungsgebiet in der Türkei.
Es ist umstritten, ob diese Hauptkategorien als eigenständige Völker oder lediglich als Volksstämme betrachtet werden sollten. Alle drei Hauptgruppen (also ursprüngliche Sprecher der adygeischen, der abchasischen und der ubychischen Sprache) werden selbst wissenschaftlich zuweilen zusammen behandelt, da sie etisch als „Tscherkessen“ (im weiteren Sinne) wahrgenommen und ihnen daher von den osmanischen Behörden oft gemeinsame Siedlungen zugeteilt wurden. Im Folgenden wird daher nach emischer und etischer Perspektive unterschieden.

### Etische Perspektiven
Eine enggefasste Definition des Begriffes „Tscherkessen“ in der Türkei wird insbesondere von einigen Wissenschaftlern verwendet, die mit dem Terminus allein die Vertreter der adıghe-sprechenden Gruppen ansprechen.
Im modernen amtlichen und umgangssprachlichen Gebrauch in der Türkei fasst die Bezeichnung „Tscherkessen“ in einem sehr weitgehaltenen Sinne fast alle ethnischen Gruppen zusammen, die ab 1850 aus dem Nordkaukasus in die heutige Türkei immigriert sind. Diese Definition spricht damit über die eigentlichen Tscherkessen hinaus auch die Tschetschenen, Osseten, Lesgier, Karatschaier und Dagestaner an und führt somit zu einer unscharfen Begrifflichkeit. Dieser sprachlichen Beschränkung der tscherkessischen Identität entspricht eine Tendenz in der etischen Wahrnehmung, dass alle Tscherkessen und verwandten Gruppen zusammen mit anderen kaukasischen Gruppen (z. B. den Tschetschenen) eine einzige und in sich einheitliche Gruppe darstellen. Diese ungenaue Begriffsbildung geht auf die Öffentlichkeitsarbeit kaukasischer Vereine ab 1951 zurück, die eine Vereinigung der von den verschiedenen Kaukasusvölkern abstammenden Immigranten anstrebten, um auf diese Weise die Anzahl der Tscherkessen zu erhöhen und somit ihre Assimilation an die ethnischen Türken zu verhindern. Die damit verbundene politische Ideologie wurde allerdings selbst unter den Kaukasiern nicht begrüßt und hinterließ als negative Folge die Unklarheit des Begriffes „Tscherkessen“.

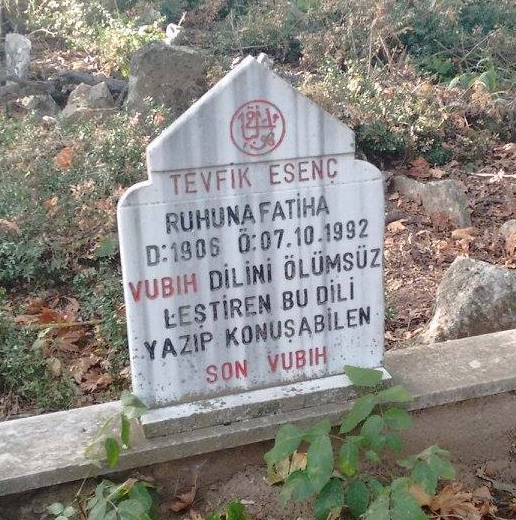
Grabstein von Tevfik Esenç. Die Beschriftung besagt: vubih dilini ölümsüz leştiren bu dili yazıp konuşabilen son vubıh (deutsch etwa: „Er verewigte die ubychische Sprache, die er schreiben und sprechen konnte, als letzter Ubyche.“) – Mit dem Tod dieses letzten noch bekannten und daher von einem kleinen Kreis kaukasischer Linguisten und aktivistischer tscherkessischer Intellektueller zelebrierten Muttersprachlers der Ubychischen Sprache (im Jahr 1992 in Istanbul) ging eine der letzten tatsächlich lebenden Affinitäten zu den vertriebenen Völkern des Nordwestkaukasus und der Schwarzmeerküste verloren (lediglich einzelne Linguisten konnten sich noch weiter auf Ubychisch verständigen), auch wenn die Idee von Tscherkessien in der heute im Nahen Osten verstreuten Diaspora weiterexistiert.

Özbek (1989) schlug statt derart enger und weitgefasster Verwendungen des Begriffes „Tscherkessen“ vor, als „Tscherkessen“ nur sowohl die Vertreter der adıghe-sprechenden, als auch der abkhaz-sprechenden ethnischen Gruppen anzusprechen, einschließlich der ursprünglich ubychisch sprechenden Gruppe, die ihre Sprache im türkischen Exil aus freien Stücken aufgegeben und die adıghe-Sprache der tscherkessischen Mehrheit übernommen hatte.
Die Abchasen in der Türkei sprechen die Adıghe (also eigentlichen Tscherkessen) in der Regel spezifisch als Adıga an.

### Emische Perspektiven
Sowohl der adygeischen Sprache, als auch der abchasischen Sprache ist das Wort „Tscherkesse“ fremd. Sprecher beider Sprachen verwenden den Begriff „Tscherkesse“ als Selbstbezeichnung entsprechend nur gegenüber Sprechern anderer Sprachen.
Gegenüber den Adıghe (also eigentlichen Tscherkessen) verwenden die Abchasen als Selbstbezeichnung Apsua oder Ashiwe, wenn sie nicht die türkische Bezeichnung Abaza wählen. Auf der Uzun Yayla-Hochebene bei Kayseri sprachen die Abchasen bereits in der zweiten Hälfte des 20. Jahrhunderts fast geschlossen die sehr nahe mit dem Adygeischen verwandte kabardinische Sprache (ehemals als Dialekt des Adygeischen aufgefasst) und identifizierten sich offen mit dem Tscherkessentum. Tschetschenen und Dagestaner bezeichneten sich dagegen laut Özbek (1989) nicht als „Tscherkessen“.

### Entwicklungen zur Identität
Mit Ausnahme der Kaukasischen Vereine und ihrer Mitglieder sind die meisten Tscherkessen integraler Bestandteil der politischen Auseinandersetzungen innerhalb des türkischen Volkes und nahezu die Gesamtheit der Tscherkessen betrachtet sich heute als Bestandteil der türkischen Bevölkerung, allerdings nicht als Angehörige der ethnischen Türken. In den 1980er Jahren begann ein Jahrzehnte anhaltendes ethnisches Wiederaufleben der tscherkessischen Diaspora, was in der Türkei insbesondere im urbanen Raum deutlich sichtbar wird und sich dort als Tendenz auch in Form einer steigenden Anzahl ethnischer Vereine (türk.: dernek, Plural: dernekler) bemerkbar macht. Auch wenn ein gewisses Identitätsgefühl unter den Tscherkessen erhalten geblieben ist und viele heutige Türken Stammesbezeichnungen wie Abaza oder Şapsug als Teil ihrer ererbten Identität für sich reklamieren, haben sich tatsächlich wirksame kulturelle Affinitäten zum kulturellen tscherkessischen Erbe abgeschwächt. Zwar hielten sich zum Beispiel in den tscherkessischen Dörfern Ostanatoliens aufgrund der selbst auferlegten Segregation die eigene ethnische Sprache und Kultur noch bis in die zweite Hälfte des 20. Jahrhunderts, doch wechselte auch diese Landbevölkerung, die bis etwa 1980 noch zu 95 Prozent die Adygeische Sprache gesprochen haben soll, bereits 10 Jahre später infolge von Kulturwandel und Urbanisierung vorwiegend zur Türkischen Sprache über. Assimiliationsdruck und -geschwindigkeit variieren in der Gegenwart für die Tscherkessen in der Türkei als ethnische Gruppe sehr. Im urbanen Raum geht ihre Assimilation mit und gegen ihren Willen von statten, während im ruralen Raum und dort insbesondere bei konzentriert tscherkessischer Besiedlung eine geringere Assimilation zu verzeichnen ist. Durch die Gründung und Arbeit Kaukasischer Vereine streben Tscherkessen die Erhaltung ihrer ethnischen Identität an. Die dort praktizierte Lehre von tscherkessischer Geschichte, Kultur, Sprache, Tanz, sowie ihrer Sitten und Gebräuche ließ eine Intelligenzija entstehen, die sich für ihre Identität starkmacht und dieses Bewusstsein auch in die Dörfer trägt.

## Geschichtlicher Hintergrund

### Verbindungen mit dem Osmanischen Reich
Im späten 15. Jahrhundert gerieten die Tscherkessen in den Einflussbereich des Khanats der Krim und des Osmanischen Reiches und die Oberschicht der Tscherkessen begann mit der Konversion zum Islam, die sich zu Beginn des 19. Jahrhunderts bereits auf die Mehrheit der tscherkessischen Bevölkerung erstreckte. Insbesondere ab dem 17. Jahrhundert spielten Tscherkessen im Osmanischen Reich als Sklaven im osmanischen ḳul-System eine bedeutende Rolle und erreichten oftmals hohe Staatsämter. Obwohl die Tscherkessen in die herrschenden Klassen des Osmanischen Reichs und der Krim einheirateten, bewahrten sie ihre Unabhängigkeit.
Mit dem Vordringen der Russen in den Kaukasus nahmen die Tscherkessen diesen gegenüber eine feindselige Position ein. Die ernsthafte Bedrohung Tscherkessiens durch die Expansion des Russischen Reiches seit dem frühen 18. Jahrhundert führte zu einer sich intensivierenden Zusammenarbeit Tscherkessiens mit dem Osmanischen Reich, das allerdings mit dem Friedensvertrag von Küçük Kaynarca (1774) die Unabhängigkeit des Khanats der Krim mit seinen nördlich des Kuban gelegenen und bis 1783 vom Russischen Reich annektierten Gebieten anerkennen mussten. Um 1785 schlossen sich die Tscherkessen im Kampf Scheich Mansur gegen die Russen auf dem Kaukasus an. Mit dem Friedensvertrag des Russisch-Osmanischen Krieges (1787–1792) wurde der Kuban als Grenze zwischen Russischem und Osmanischem Reich festgelegt. Georgien wurde vom Russischen Reich annektiert und Tscherkession eingekreist.

### Exodus durch russische Eroberung des Kaukasus

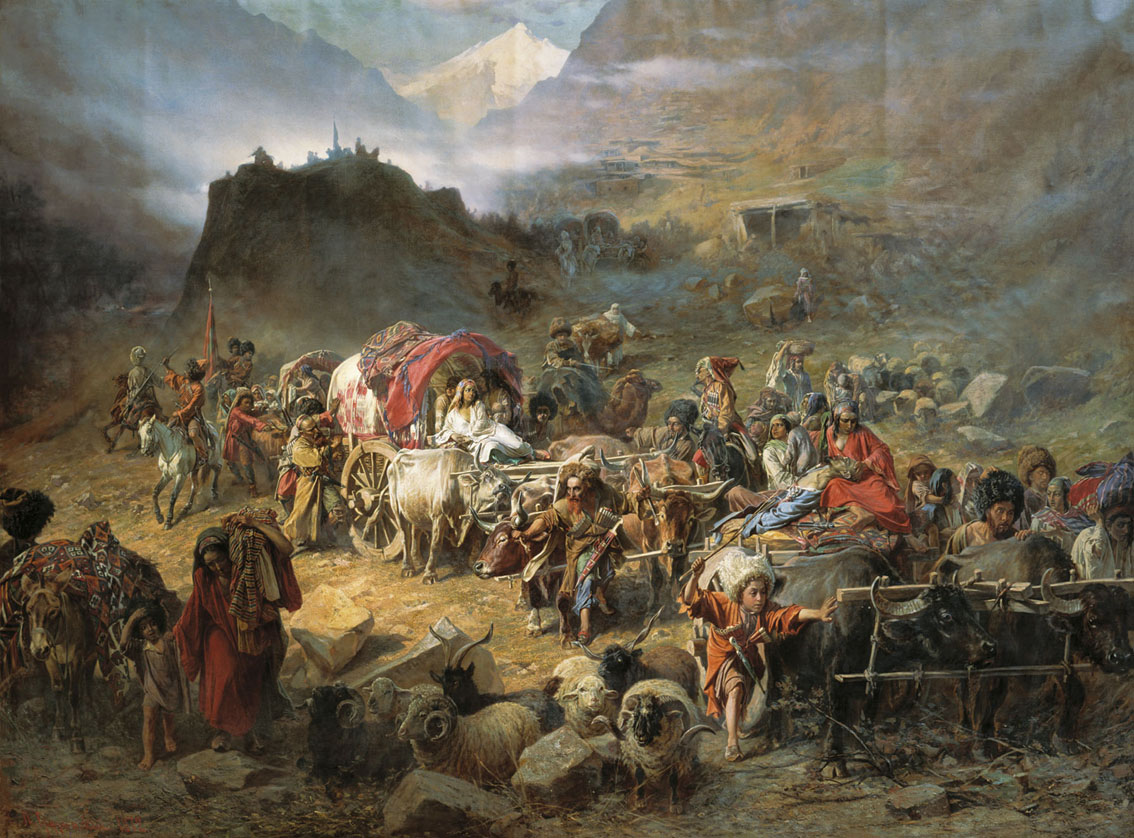
Bergbewohner verlassen ihr Dorf beim Anrücken der russischen Truppen (The Mountaineers Leave the Aul, Gemälde von Pyotr Nikolayevich Gruzinsky, 1872)

Daraufhin leisteten die Tscherkessen über das 19. Jahrhundert hindurch Widerstand gegen die Russen. Als einzige ethnische Gruppe Transkaukasiens beteiligten sich die Abchasen an diesem nordkaukasischen Widerstand gegen die Unterwerfung der kaukasischen Bergbewohner zur Erlangung der totalen Kontrolle über den gesamten Kaukasus durch das Russische Reich. Auch nachdem das Osmanische Reich schließlich mit dem Friedensvertrag von Adrianopel (1829) dem Russischen Reich seine Rechte an Tscherkessien überlassen musste, führten die tscherkessischen Stämme dennoch ihren erbitterten Widerstand gegen die Invasion durch das Russische Reich noch bis 1864 fort.

#### Erster Exodus

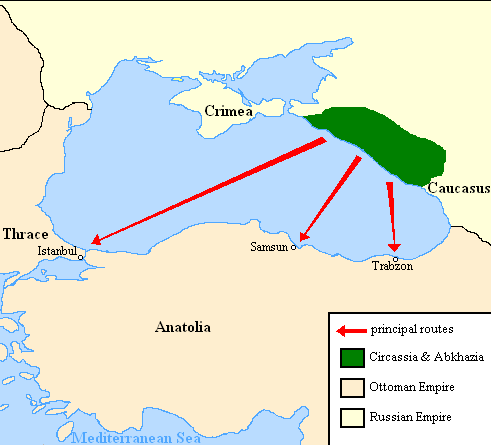
Ursprüngliche Siedlungsgebiete der Tscherkessen und Vertreibungsrouten (1859–1864) der Tscherkessen und anderer kaukasischer Völker ins Osmanische Reich. Die tscherkessischen Flüchtlinge wurden zumeist bei ihrer Ankunft im Hafen von Istanbul, Samsun und Trabzon empfangen

Die russische Eroberung kam mit Ende des Kaukasuskrieges (1817–1864) zum Abschluss und es wanderten rund 90 Prozent der Tscherkessen – unter hohen Verlusten – ins Osmanische Gebiet aus. Als Folge dieser Entwicklung und der anhaltenden Unruhen nach dem Sieg durch das Russische Reich im Jahr 1864 verloren ganze Landstriche – wie etwa Abchasiens – ihre angestammten Bewohner, da ein Großteil der einheimischen Bevölkerung in mehreren Wellen ins Osmanische Reich ausgetrieben wurde. Resultierende große Diasporagemeinschaften von Tscherkessen existieren über den Nahen Osten hinweg (Tscherkessen wurden vom Osmanischen Reich angesiedelt auf der Balkanhalbinsel, in West-, Zentral- und Ost-Anatolien, auf den Golanhöhen und im heutigen Amman) noch bis in unsere Zeit.
Einem osmanischen Bericht zufolge brachen zwischen 1856 und 1864 595.000 Tscherkessen aus ihrer Heimat in Richtung Türkei auf und wurden in Anatolien und in Rumelien angesiedelt. Viele von ihnen verunglückten jedoch bereits auf der teils improvisierten Seefahrt über das Schwarze Meer tödlich oder fielen schon vor oder kurz nach der Ankunft – durch Unterernährung begünstigten – Seuchen in den Küstenstädten (wie Samsun, Sinop, Trabzon und Warna) zum Opfer und es fehlen zuverlässige Angaben zur Anzahl der Tscherkessen, die sich tatsächlich ansiedelten.
Die Siedlungspolitik des Osmanischen Reiches auf dem Balkan zielte darauf ab, die Tscherkessen an den Grenzen von christlicher und muslimischer Bevölkerung anzusiedeln, um sie als Wehrbauern einzusetzen. Über den Fluss (Donau) wurden sie nach Bulgarien, Makedonien und bis nach Bosnien gebracht und sollten dort die muslimische Bevölkerung vermehren und die Bekämpfung der nationalistischer Bewegungen von bulgarischen und serbischen Aufständischen erleichtern.

#### Zweiter Exodus (Flucht nach dem „93er Krieg“)
Nach dem Russisch-Osmanischen Krieg (1877–1878) wurde auf dem Berliner Kongress (1878) – auf Betreiben der siegreichen Russen und im Namen der Bulgaren und Serben – vertraglich bestimmt, dass alle tscherkessischen Siedlungen im europäischen Teil des Osmanischen Reiches aufgelöst werden müssen und es kam somit zum zweiten Exodus der Tscherkessen.
Zwischen den Jahren 1855 und 1880 kamen insgesamt etwa 600.000 tscherkessische Flüchtlinge im Osmanischen Reich an, die überwiegend in den west- und zentralanatolischen Vilayets sowie im Vilâyet Aleppo, im Sandschak Deir ez-Zor, Vilâyet Mossul und Vilâyet Syrien angesiedelt wurden. Rund 150.000 Tscherkessen wurden von den Russen in anderen Regionen des Russischen Kaiserreichs angesiedelt; im nordwestlichen Kaukasus, dem Siedlungsgebiet der Tscherkessen, wurden zumeist christliche russische Bauern und Kosaken aus dem Landesinneren des Russischen Kaiserreichs angesiedelt. Die Zahl der Tscherkessen, die bei den Vertreibungen zwischen 1855 und 1880 umgekommen sind, liegt bei etwa 1,5 Millionen.

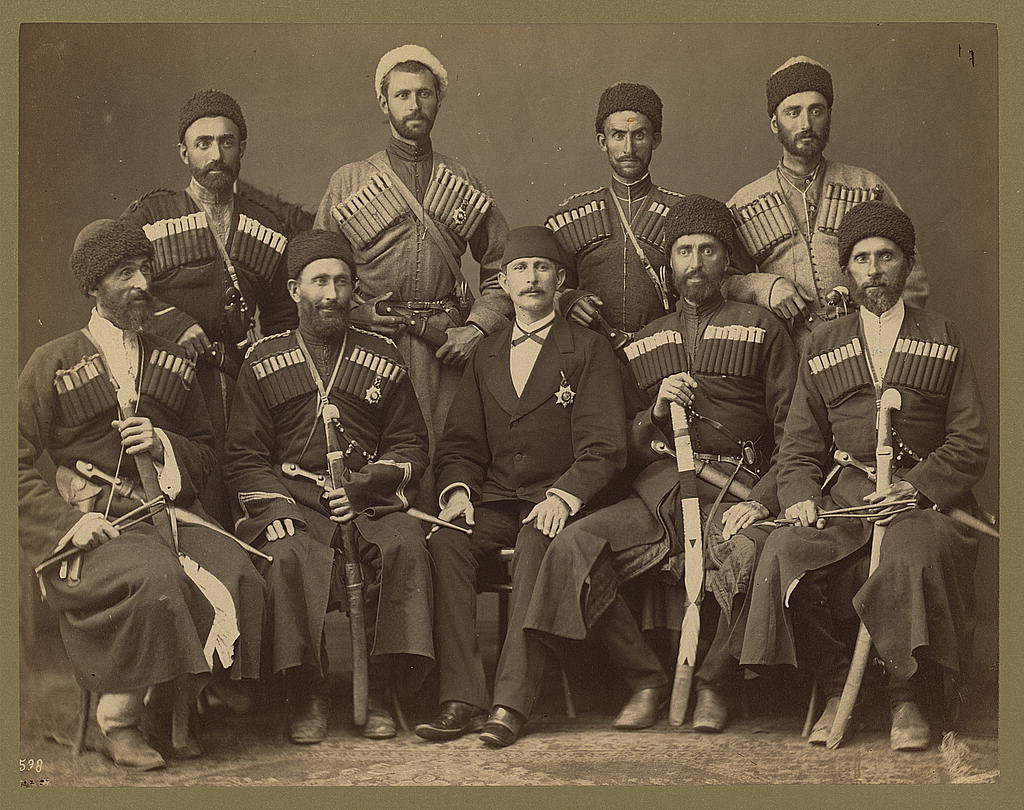
Tscherkessen im Nahen Osten zwischen 1880 und 1900. Die Person vorn in der Mitte kann Kleidung und Orden zufolge wahrscheinlich als osmanischer Beamter angesprochen werden (Foto aufgenommen von den Abdullah Frères, offiziellen Hoffotografen des Sultans Abdulhamid II).

Was die nach ihrer Vertreibung oder Flucht aus dem Kaukasus im europäischen Teil des Osmanischen Reiches als Wehrbauern gegen Christen und zum Schutz gegen die Nationalbwegungen der Bulgaren und Serben angesiedelten Tscherkessen betrifft, so siedelte das Osmanische Reich diejenigen von ihnen, die aufgrund der Bestimmungen des Berliner Kongresses (1878) aus dem europäischen Teil der Türkei auf dem Seeweg nach Palästina verbracht wurden, nun im Grenzbereich zwischen Nomaden und sesshafter Bevölkerung an (auch Amman wurde hier auf diesem Weg durch kabardinische Tscherkessen gegründet) und instrumentalisierte die Tscherkessen damit erneut als Wehrbauern (diesmal gegen die Nomaden aus der Wüste) und zum Schutz der Haddsch-Route nach Mekka.
Noch bis in das Jahr 1922 hielt die Einwanderung von Tscherkessen in das Osmanische Reich an. Erzählungen rückgewanderter Tscherkessen über die tatsächliche Lage der Tscherkessen im Osmanischen Reich trugen zur Beendigung der Auswanderung maßgeblich bei. Denn während sich ihre Ansiedlung für das Osmanische Reich auch als nutzbringend erwiesen hatte, ergaben sich aus ihr für die Tscherkessen selbst zunächst nicht die erwarteten Vorteile. Statt mit dem ihnen vor der Auswanderung von den Mullahs versprochenen „Frieden, Reichtum und vor allem weißen Brot“ im Omanischen Reich hatten sie sich nach ihrer Ankunft dort oftmals mit Kampf um die ihnen zugewiesenen Gebiete und mit Hunger konfrontiert gesehen.
Der gesamte post-1864-muhajir (Exodus) gehört zu den bis heute vernachlässigten Forschungsgebieten.

## Diaspora in der Türkei

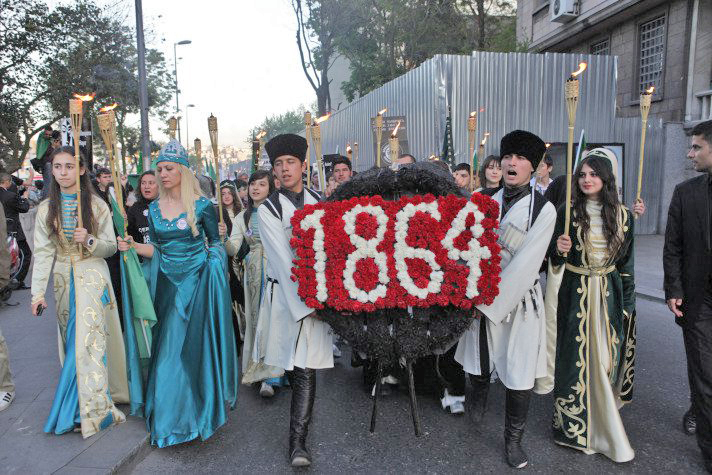
Tscherkessen gedenken auf dem Taksim-Platz in Istanbul zur Jährung des 21. Mai 1864 der Vertreibung ihrer Vorfahren aus ihrer Ursprungsheimat im Kaukasus (2011)

Nach ihrer Exilierung, die symbolisch auf das Datum des 21. Mai 1864 festgesetzt wurde und sich darauf jährt, wurden die tscherkessischen Eliten in das Osmanische Armee und die Osmanische Bürokratie integriert und erlangten dort bedeutende Stellungen. Tscherkessen niedrigerer sozialer Herkunft verdingten sich als Infanteristen im Osmanischen Militär oder als Bauern in vom Osmanischen Staat kontrollierten Gebieten. Während das späte Osmanischen Reich die Tscherkessen in ihre allgemeine Kategorie der „Muslime“ aufnahm, erklärte die moderne Republik Türkei die Tscherkessen nach der Staatsgründung schließlich zu „Türken“. Aus einer Gemeinschaft verarmter Exilanten entwickelte sich eine gut vernetzte und politisch aktive Diaspora.

### Geschichte in der Republik

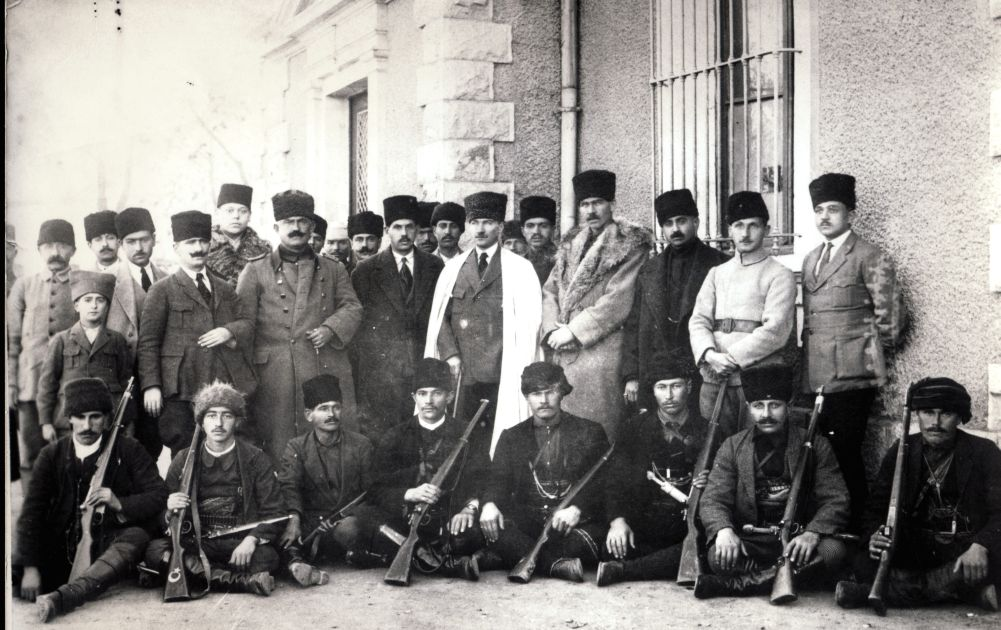
Ethem der Tscherkesse (Çerkez Ethem) und seine tscherkessischen Männer der Kuvayı Milliye sowie Mustafa Kemal Atatürk, die auf dem Weg zum Yozgat-Aufstand waren, vor dem Hauptgebäude des Bahnhofs (Juni 1920)

Im Griechisch-Türkischen Krieg (1919–1922) – oder im Türkischen Befreiungskrieg (1919–1922) – spielten Tscherkessen eine herausragende Rolle. Zwar kämpften einige der Elite zugehörigen Tscherkessen aufgrund ihrer Verbindungen zum osmanischen Sultanat und Kalifat (sie verfügten über bewaffnete Mitglieder in der Armee, Verwandte am osmanischen Hof und Agenten in der Teşkilât-ı Mahsusa) im Türkischen Befreiungskrieg zur Unterstützung des Sultans und der alten Regierung in Istanbul gegen die İttihat ve Terakki, später gegen die Kuvâ-yi Milliye und damit gegen die neue kemalistische Regierung in Ankara, doch endete ihr bewaffneter Widerstand gegen die neue Regierung mit Beendigung des Türkischen Befreiungskriegs. Nur eine Gruppe ehemaliger Aufständischer und Milizen setzte den Kampf gegen die kemalistische Regierung fort, darunter auch der bekannte Çerkez Ethem, der sich nach anfänglicher Zusammenarbeit nicht dem zentralisierten Kommando der türkischen Armee unterordnen wollte, sich Ende 1920 von der Regierung in Ankara abwandte, Anfang 1921 zur griechischen Armee überlief und mit dieser bei deren Abzug 1922 die Türkei verließ. Doch hatte sich andererseits eine Gruppe tscherkessischer Militärangehöriger, Bürokraten und Politiker (wie Rauf Orbay, Bekir Sami Günsav, Bekir Sami Kunduh, Yusuf Izzet Pascha und Cemil Cahit Toydemir) von Anfang an der Kuvâ-yi Milliye und an der von Mustafa Kemal Pascha (später Atatürk) vorangetriebenen anadolu hareketi (Anatolische Bewegung) beteiligt.
Im Zuge des Nationalismus der frühen Republik Türkei in der Zeit zwischen 1923 und 1950 erfuhr auch die Minderheit der Tscherkessen – obwohl im Osmanischen Reich schon anerkannt, geschätzt und mit hohen Stellungen versehen – gesellschaftliche Marginalisierung und zunehmende Diskriminierung wie etwa durch das Verbot ihrer Kulturvereine, in denen sie sich vernetzten und ihre kulturelle Eigenart wie Sprache, Musik, Tanz und Küche hatten pflegen können. Diese Benachteilung führte auch zur Abwanderung, unter anderem in ihre inzwischen von Russland kontrollierte alte Heimat.
Aufgrund dieses staatlichen Drucks, dem nach dem Türkischen Befreiungskrieg die Tscherkessen im Raum Balıkesir am stärksten ausgesetzt waren, weisen die westanatolischen Tscherkessen die höchste Assimilationstendenz ihrer Ethnie auf. Dennoch waren die Tscherkessen als Gruppe in der frühen republikanischen Phase nicht in ähnlichem Maße staatlichem Druck ausgesetzt wie die Gruppe der Kurden und der Staat setzte keine physische Gewalt gegen sie ein.
In den 1970er Jahren kam es zu einem Wiederaufleben tscherkessischer politischer Bestrebungen, als die beiden politischen Plattformen Devrimci[ler] (dt. etwa „Revolutionäre“) und der Dönüşçü[ler] (dt. etwa „Rückkehrer“) gegründet wurden. Während die bald auf Widerstand stoßenden und den Rückhalt verlierenden Devrimciler eine sozialistische Revolution Revolution in der Türkei zur Sicherung der Rechte der Tscherkessen anstrebten, zielten die auch im 21. Jahrhundert noch aktiven Dönüşçüler eine Repatriierung in den Nordkaukasus an. Die Rückkehr und Repratriierung rückte stärker in den Diskurs der Tscherkessen, als der Militärputsch in der Türkei 1980 eine erneuete Welle der Repression gegen die tscherkessischen Gemeimschaften in der Türkei mit sich brachte.
1984 wurde verschiedenen Kaukasischen Vereinen (etwa in Istanbul und Ankara) wieder erlaubt aktiv zu werden, doch konnte dies den durch moderne Massenmedien wie Radio, TV und Video beschleunigten Verlust tscherkessischer Sprache und Kultur und die fortscheitende Assimilation in der Türkei nicht beenden.

### Integration und Assimilation

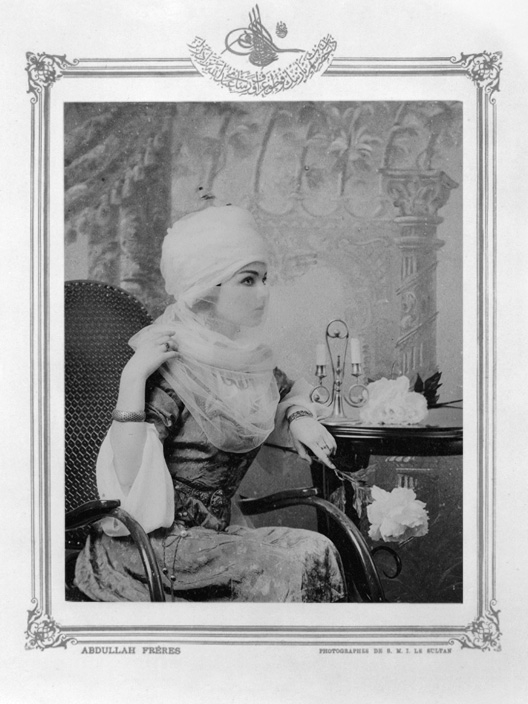
Eine tscherkessische Edelfrau in der zweiten Hälfte des 19. Jahrhunderts (Foto aufgenommen von den Abdullah Frères, offiziellen Hoffotografen des Sultans Abdulhamid II). – Das Konzept der tscherkessischen Attraktivität ist ein ethnisches Stereotyp über Tscherkessinnen. Die ihnen von osmanischer und später von türkischer Seite zugeschriebenen Eigenschaften, Fertigkeiten und Tugenden wirkten förderlich für die Integration der tscherkessischen Einwanderer in die türkische Gesellschaft.

In der Türkei gehören die Tscherkessen, ähnlich den Georgiern und Lasen, zu den gut integrierten ethnischen Minderheiten. Während Kurden, Roma und nichtmuslimische Gruppen in der Türkei neben ihrer türkischen Identität ihre traditionelle ethnische Identität betonen, haben sich Tscherkessen wie Georgier und Lasen weitgehend in die dominierende Kultur integriert und werden von der Öffentlichkeit auch als Türken angesehen. Umgekehrt übertrugen die Tscherkessen ihre althergebrachte Loyalität auf den türkischen Staat.
In der Türkei ging die traditionelle tscherkessische Klasseneinteilung, also ihre stark geschichtete Sozialstruktur, fast vollständig verloren und überdauerte fast nur noch terminologisch. Die mit der tscherkessischen Klasseneinteilung einhergehenden gegenseitigen Verbote fanden in der Praxis kaum noch Beachtung. Fast vollständig war das Schwinden des Klassensystems bereits in der zweiten Hälfte des 20. Jahrhunderts bei den als „demokratisch“ geltenden Westlichen Adıġe (so bei den für die Dominanz ihres freien Bauerntums bekannten Abadyeḫ oder Abzaḫ und Šapsug) zu beobachten, während sich die Schichtung in soziale Klassen und die damit einhergehenden gegenseitigen Verbote bei den Östlichen Adıġe (besonders stark bei den Kabardey oder Kabard und etwas schwächer bei den Abḫaz), sowie bei den Bžeduḫ stärker erhielten. Bei den tscherkessischen Gemeinschaften, in denen dieses Standesbewusstseins noch überdauerte, manifestierte es sich vorwiegend einerseits in ihrer Endogamie bestimmenden Wahl der Ehepartner, sowie andererseits in ihren patriarchalischen sozialen Beziehungen. Insbesondere in den 1980er Jahren führte die zunehmende (auch akademische) Bildung in der türkischen Gesellschaft dazu, dass dieses strikte innertscherkessische Klassensystem mit seinen Regeln (wie den Heiratsbarrieren) aufweichte, vor allem initiiert von jungen Akademikern und gegen den Widerstand der älteren Tscherkessen.
Die Akzeptanz und Assimilation der tscherkessischen Einwanderer in der Türkei wurde auch durch die alte osmanische und später türkische Tradition begünstigt, tscherkessische Mädchen (beziehungsweise Frauen) als besonders attraktiv und als besonders geeignet für die Eheschließung zu betrachten. Nachdem die strikt geregelte innere Ordnung der Tscherkessen infolge des durch das Bildungssystem verusachten sozialen Wandels in der Türkei gelockert wurde und da auch keine religiösen Schranken Mischehen von Türken mit Tscherkessen im Wege standen, förderte diese alte Tradition der Türken, Tscherkessinnen als besonders schön und kultiviert und daher als geeignete und begehrenswerte Ehepartnerinnen anzusehen, im urbanen Bereich die wachsende Integration der tscherkessischen Gemeinschaften in die vorherrschende türkische Gesellschaft.

### Zahlenangaben zur Bevölkerung
Es kann von einer Einwanderung von insgesamt 300.000 bis 600.000 Tscherkessen in das Osmanische Reich ausgegangen werden. Die Tscherkessen stellen nach den Kurden die zweitgrößte ethnische Gruppe ethnischer Nicht-Türken in der heutigen Republik Türkei dar. Die Anzahl der Tscherkessen in der Türkei ist allerdings nur schwer zu ermitteln. Özbek errechnete (1989), dass bei einer ursprünglichen Einwanderung von 300.000 Tscherklessen bis 1989 die Bevölkerung tscherkessischer Ethnie in der Republik Türkei auf über 1,1 Millionen gewachsen sein dürfte. Obwohl keine offiziellen Angaben zur Verfügung stehen, wird von rund 2 bis 2,5 Millionen Tscherkessen in der Türkei ausgegangen. Kursierende Angaben wie 5 bis 7 Millionen sind dagegen als überzogen einzustufen.
Offizielle Statistiken über die Sprecher verschiedener Sprachen in der Türkei waren in der Vergangenheit sehr unzuverlässig. Die erste Bevölkerungsstatistik der Republik Türkei stammt aus dem Jahr 1927 und gibt an, dass unter den damals über 13,5 Millionen Menschen in der Türkei 100.000 Tscherkessen lebten, doch wird die tatsächliche Zahl höher gewesen sein, da die Tscherkessen nach der Republikgründung besonders stark unter Druck gesetzt wurden, ihre ethnische und sprachliche Zugehörigkeit zu negieren. 1945 lebten in der Türkei laut Volkszählung noch 66.691 Sprecher von tscherkessischen Muttersprachen. Die 1969 publizierte Statistik von 1965 gab nur noch 58.000 Tscherkessisch-Sprecher an. Seit 1970 erlaubte die Türkei praktisch keine Arbeiten über ethnische Gruppierungen mehr und die in der Volkszählung (Türkiye'de genel nüfus sayımı) von 1965 erhobenen Zahlen zur Sprachverteilung blieben für Jahrzehnte die letzten veröffentlichten ihrer Art.

### Siedlungsgebiet

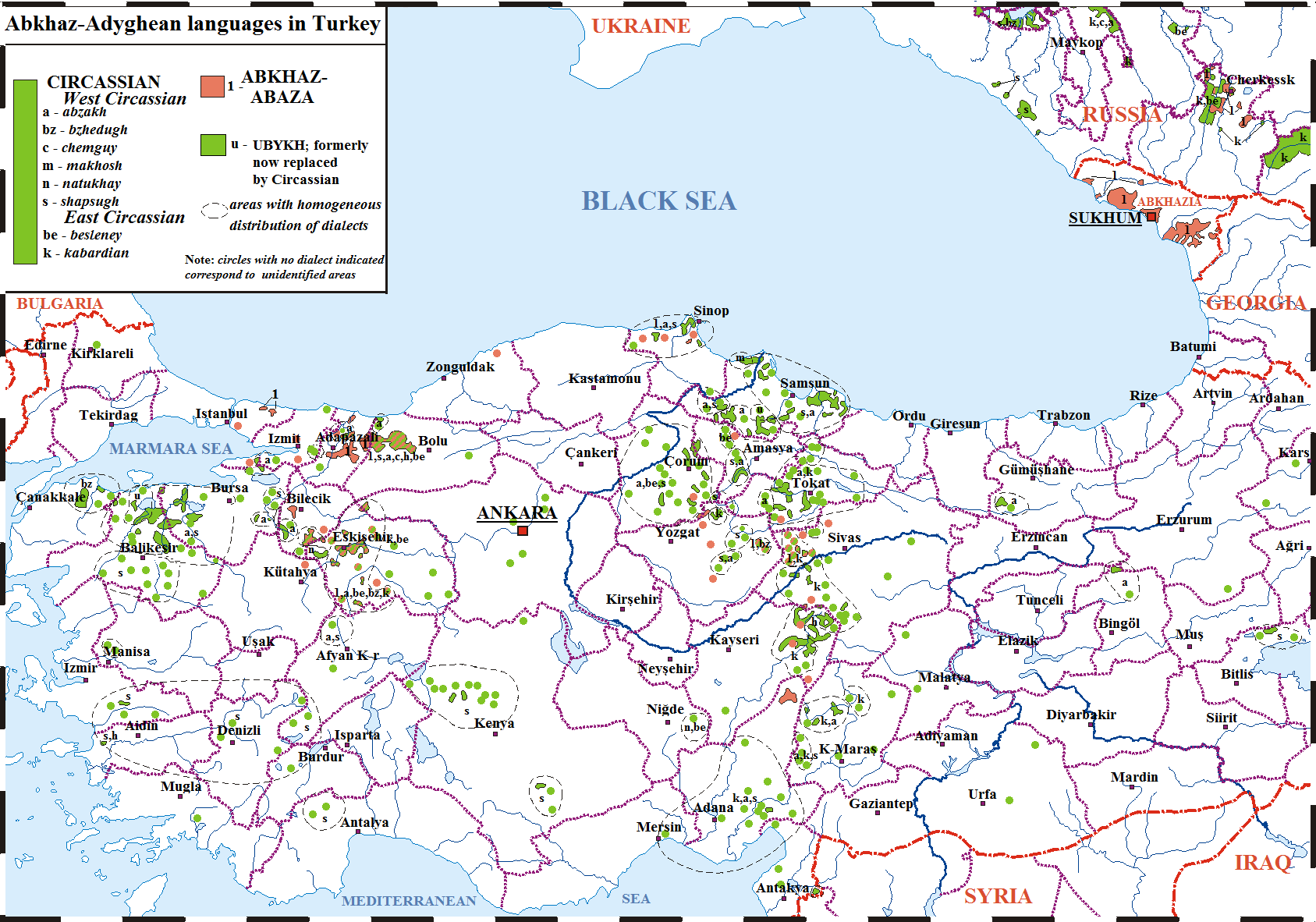
Gebiete konzentrierter Ansiedlung von Tscherkessen (grün) sowie Abchasen und Abasinen (rot) in der Türkei (nach den 1860er Jahren).

Nach dem ethnographischen Werk von P. A. Andrews (1989), das in Bezug auf die Siedlungen der Tscherkessen weitgehend auf Untersuchungen und Literaturarbeit von B. Özbek beruht, existieren etwa 890 tscherkessische Dörfer in der Republik Türkei. Diese geschätzte Zahl dürfte tatsächlich noch höher sein, da einige Dörfer in Ost- und Südostanatolien in der Publikation von Andrews (1989) nicht berücksichtigt wurden. Entgegen der (noch 1921 dem Osmanischen Reich vorgeschlagenen) Pläne der Engländer, die Tscherkessen konzentriert an der Schwarzmeerküste zwischen Trabzon und Erzurum anzusiedeln, um deren Kriegstüchtigkeit zu erhalten, entschied sich das Osmanische Reich nach dem Auswanderungsschub von 1864 aus Besorgnis über die den Tscherkessen zugeschriebene Wehrhaftigkeit dazu, sie voneinander getrennt in verschiedenen Gebieten des Osmanischen Reiches anzusiedeln, was sich bis heute – mit nur unwesentlichen Modifikationen – in ihrer Verbreitung niederschlägt. Die Dörfer mit tscherkessischer Bevölkerung befinden sich vorwiegend in West- und Zentralanatolien. Man kann sie dabei fünf Regionen zuordnen:
- 160 Dörfer fallen in der ersten Region auf die Provinzen Sakarya und Bolu (beide zusammen 140 Dörfer), neben Kocaeli und Istanbul (Provinz).[5]
- In der zweiten Region befinden sich 143 Dörfer in den Provinzen Balıkesir, Bursa, Çanakkale und Bilecik.[5]
- Eine dritte, weniger geschlossene Region mit insgesamt 70 Dörfern wird gebildet aus den Provinzen Eskişehir, Konya, Ankara und Kütahya.[5]
- Die vierte Region besteht aus insgesamt 28 zerstreuten Dörfern in den Provinzen Aydın, Izmir, Afyonkarahisar, Manisa, Denizli und Antalya.[5]
- Die fünfte Region stellt die höchste Konzentration tscherkessischer Siedlungen dar, einerseits – das gilt besonders für die Uzun Yayla – bedingt durch die osmanische Siedlungspolitik und andererseits resultierend aus logistischen Zwängen, die große Flüchtlingsanzahl über das Schwarze Meer zu transportieren und von der Küste aus an Land zu verteilen. Diese Region bildet einen breiten Streifen aus 427 Dörfern, mit den Provinzen Samsun (alleine 120 Dörfer), Tokat, Kayseri, Çorum, Sivas, Sinop, Kahramanmaraş, Yozgat, Adana, Amasya und Hatay.[5]

Etwa seit den 1960er Jahren kam es in der Türkei zur Landflucht der gut integrierten ethnischen Minoritäten und damit auch von Tscherkessen, die aus ihren Dörfern zunächst in die Städte und dann von diesen aus weiter in die Großstädte der Westtürkei abwanderten. Bedeutende urbane Diaspora-Gemeinden bestehen in Metropolen oder Großstädten wie Istanbul, Ankara und Samsun.
Im Zuge der Arbeitsmigration über staatliche Anwerbeabkommen gelangten Tscherkessen aus der Türkei auch in hoher Zahl als sogenannte „Gastarbeiter“ nach Deutschland und damit in eine Diaspora nächster Ordnung. Diese Abwanderung von Tscherkessen nach Deutschland erfolgte Anfang der 1960er Jahre zusammen mit vielen Türken auf der Suche nach Saisonarbeit und führte schließlich zu ihrem Verbleib in Deutschland (Ende des 20. Jahrhunderts rund 30.000 Tscherkessen in Deutschland) oder in den Niederlanden.

## Bekannte Tscherkessen
(* = väterlicherseits tscherkessischer Abstammung)
(** = mütterlicherseits tscherkessischer Abstammung)

### Aus dem Osmanischen Reich
- Abdülhamid II.** – war der 34. Sultan des Osmanischen Reiches von 1876 bis 1909
- Ahmed Midhat Efendi – war ein osmanischer Journalist, Autor, Übersetzer und Verleger der Tanzimatzeit
- Leyla Açba* – war eine Prinzessin am osmanischen Hof
- Emine Nazikeda – war die Hauptfrau des letzten Sultans des Osmanischen Reiches
- Mehmed V.** – war der 35. Sultan des Osmanischen Reiches von 1909 bis 1918
- Mehmed VI.** – war der letzte Sultan des Osmanischen Reiches von 1918 bis 1922
- Rauf Orbay – war ein osmanischer Marineoffizier und Staatsmann
- Hulusi Salih Pascha – war ein osmanischer Staatsmann
- Çerkez Ethem – Guerillaführer

### Aus der Republik Türkei
- Murat Bardakçı – türkischer Journalist, Autor, Musiker und Historiker
- Can Bartu – türkischer Fußball- und Basketballspieler
- Adil Candemir – war ein türkischer Ringer
- Meltem Cumbul – türkische Schauspielerin
- Yaşar Doğu – war ein türkischer Ringer
- Tevfik Esenç – war der letzte Sprecher des Ubychischen
- Ediz Hun – türkischer Schauspieler und ehemaliger Politiker
- Necla Kelek – deutsche Sozialwissenschaftlerin und Islamkritikerin
- Erdal Keser – ehemaliger Fußballspieler und -trainer
- Fahri Korutürk – 6. Präsident der Republik Türkei
- Mehmet Okur – türkischer Profibasketballer
- Önder Sav – türkischer Politiker und gegenwärtig der Generalsekretär der Cumhuriyet Halk Partisi
- Süleyman Seba – war zwischen 1984 und 2000 Präsident von Beşiktaş Istanbul
- Ömer Seyfettin – war ein türkischer Schriftsteller
- Ahmet Necdet Sezer – 10. Präsident der Republik Türkei
- Abdullatif Şener – türkischer Politiker und Gründungsmitglied der Adalet ve Kalkınma Partisi
- Türkân Şoray – türkische Schauspielerin
- Nurettin Zafer – war ein türkischer Ringer und Weltmeister 1951 im Freistil im Federgewicht

### Aus anderen Staaten
- Hadise Açıkgöz – belgisch-türkische Pop-Sängerin und Fernsehmoderatorin
- Cem Özdemir* – deutscher Politiker, Landwirtschaftsminister seit Dezember 2021 und 2008–2018 Bundesvorsitzender der Partei Bündnis 90/Die Grünen